# Svetovno prvenstvo v hokeju na ledu 1974
Svetovno prvenstvo v hokeju na ledu 1974 je bilo enainštirideseto Svetovno prvenstvo v hokeju na ledu. Potekalo je med 8. marcem in 20. aprilom 1974 v Helsinkih, Finska (skupina A), ljubljanski dvorani Hala Tivoli, Jugoslavija (skupina B) ter Grenoblu, Lyonu in Gapu, Francija (skupina C). Zlato medaljo je osvojila sovjetska reprezentanca, srebrno češkoslovaška, bronasto pa švedska, v konkurenci dvaindvajsetih reprezentanc, štirinajstič tudi jugoslovanske, ki je osvojila osmo mesto. To je bil za sovjetsko reprezentanco drugi zaporedni in skupno trinajsti naslov svetovnega prvaka. 

## Dobitniki medalj
| Zlato | Srebro | Bron |
| Sovjetska zvezaVladislav Tretjak Aleksander Sidelnikov Aleksander Gusev Valerij Vasiljev Vladimir Lutčenko Jurij Ljapkin Genadij Cigankov Jurij Šatalov Viktor Kuznecov Boris Mihajlov Vladimir Petrov Valerij Harlamov Aleksander Malcev Vladimir Šadrin Aleksander Jakušev Jurij Lebedjev Vjačeslav Anisin Aleksander Bodunov Vladimir Repnjov Sergej Kapustin | ČeškoslovaškaJiří Holeček Jiří Crha Oldřich Machač František Pospíšil Milan Kužela Jiří Bubla Jan Suchý Jiří Neubauer Miroslav Dvořák Jiří Kochta Václav Nedomanský Jiří Holík Vladimír Martinec Richard Farda Bohuslav Šťastný Bohuslav Ebermann Ivan Hlinka Josef Augusta Vladimír Veith Josef Paleček | ŠvedskaChrister Abrahamsson Curt Larsson Thommy Abrahamsson Gunnar Andersson Arne Carlsson Björn Johansson Kjell-Rune Milton Lars-Erik Sjöberg Karl-Johan Sundqvist Per-Olov Brasar Anders Hedberg Stig-Göran Johansson Stefan Karlsson Dan Labraaten Willy Lindström Lars-Göran Nilsson Ulf Nilsson Håkan Pettersson Dan Söderström Håkan Wickberg Mats Åhlberg |

## Tekme

### Skupina A
| 5. april 1974 | Češkoslovaška | 8:0 | Poljska | Helsinki, Finska |

| Poročilo tekme      | Poročilo tekme | Poročilo tekme | Poročilo tekme | Poročilo tekme |
| ------------------- | -------------- | -------------- | -------------- | -------------- |
| Začetek: ni podatka |                |                |                |                |

| 5. april 1974 | Sovjetska zveza | 5:0 | Vzhodna Nemčija | Helsinki, Finska |

| Poročilo tekme      | Poročilo tekme | Poročilo tekme | Poročilo tekme | Poročilo tekme |
| ------------------- | -------------- | -------------- | -------------- | -------------- |
| Začetek: ni podatka |                |                |                |                |

| 6. april 1974 | Švedska | 0:5 | Poljska | Helsinki, Finska |

| Poročilo tekme      | Poročilo tekme | Poročilo tekme | Poročilo tekme | Poročilo tekme |
| ------------------- | -------------- | -------------- | -------------- | -------------- |
| Začetek: ni podatka |                |                |                |                |

| 6. april 1974 | Finska | 7:3 | Vzhodna Nemčija | Helsinki, Finska |

| Poročilo tekme      | Poročilo tekme | Poročilo tekme | Poročilo tekme | Poročilo tekme |
| ------------------- | -------------- | -------------- | -------------- | -------------- |
| Začetek: ni podatka |                |                |                |                |

| 7. april 1974 | Češkoslovaška | 3:2 | Švedska | Helsinki, Finska |

| Poročilo tekme      | Poročilo tekme | Poročilo tekme | Poročilo tekme | Poročilo tekme |
| ------------------- | -------------- | -------------- | -------------- | -------------- |
| Začetek: ni podatka |                |                |                |                |

| 7. april 1974 | Finska | 1:7 | Sovjetska zveza | Helsinki, Finska |

| Poročilo tekme      | Poročilo tekme | Poročilo tekme | Poročilo tekme | Poročilo tekme |
| ------------------- | -------------- | -------------- | -------------- | -------------- |
| Začetek: ni podatka |                |                |                |                |

| 8. april 1974 | Češkoslovaška | 8:0 | Vzhodna Nemčija | Helsinki, Finska |

| Poročilo tekme      | Poročilo tekme | Poročilo tekme | Poročilo tekme | Poročilo tekme |
| ------------------- | -------------- | -------------- | -------------- | -------------- |
| Začetek: ni podatka |                |                |                |                |

| 8. april 1974 | Sovjetska zveza | 8:3 | Poljska | Helsinki, Finska |

| Poročilo tekme      | Poročilo tekme | Poročilo tekme | Poročilo tekme | Poročilo tekme |
| ------------------- | -------------- | -------------- | -------------- | -------------- |
| Začetek: ni podatka |                |                |                |                |

| 9. april 1974 | Švedska | 10:1 | Vzhodna Nemčija | Helsinki, Finska |

| Poročilo tekme      | Poročilo tekme | Poročilo tekme | Poročilo tekme | Poročilo tekme |
| ------------------- | -------------- | -------------- | -------------- | -------------- |
| Začetek: ni podatka |                |                |                |                |

| 9. april 1974 | Finska | 2:2 | Poljska | Helsinki, Finska |

| Poročilo tekme      | Poročilo tekme | Poročilo tekme | Poročilo tekme | Poročilo tekme |
| ------------------- | -------------- | -------------- | -------------- | -------------- |
| Začetek: ni podatka |                |                |                |                |

| 10. april 1974 | Finska | 3:3 | Švedska | Helsinki, Finska |

| Poročilo tekme      | Poročilo tekme | Poročilo tekme | Poročilo tekme | Poročilo tekme |
| ------------------- | -------------- | -------------- | -------------- | -------------- |
| Začetek: ni podatka |                |                |                |                |

| 10. april 1974 | Sovjetska zveza | 2:7 | Češkoslovaška | Helsinki, Finska |

| Poročilo tekme      | Poročilo tekme | Poročilo tekme | Poročilo tekme | Poročilo tekme |
| ------------------- | -------------- | -------------- | -------------- | -------------- |
| Začetek: ni podatka |                |                |                |                |

| 11. april 1974 | Poljska | 3:5 | Vzhodna Nemčija | Helsinki, Finska |

| Poročilo tekme      | Poročilo tekme | Poročilo tekme | Poročilo tekme | Poročilo tekme |
| ------------------- | -------------- | -------------- | -------------- | -------------- |
| Začetek: ni podatka |                |                |                |                |

| 12. april 1974 | Finska | 0:5 | Češkoslovaška | Helsinki, Finska |

| Poročilo tekme      | Poročilo tekme | Poročilo tekme | Poročilo tekme | Poročilo tekme |
| ------------------- | -------------- | -------------- | -------------- | -------------- |
| Začetek: ni podatka |                |                |                |                |

| 12. april 1974 | Sovjetska zveza | 3:1 | Švedska | Helsinki, Finska |

| Poročilo tekme      | Poročilo tekme | Poročilo tekme | Poročilo tekme | Poročilo tekme |
| ------------------- | -------------- | -------------- | -------------- | -------------- |
| Začetek: ni podatka |                |                |                |                |

| 13. april 1974 | Češkoslovaška | 12:3 | Poljska | Helsinki, Finska |

| Poročilo tekme      | Poročilo tekme | Poročilo tekme | Poročilo tekme | Poročilo tekme |
| ------------------- | -------------- | -------------- | -------------- | -------------- |
| Začetek: ni podatka |                |                |                |                |

| 13. april 1974 | Sovjetska zveza | 10:3 | Vzhodna Nemčija | Helsinki, Finska |

| Poročilo tekme      | Poročilo tekme | Poročilo tekme | Poročilo tekme | Poročilo tekme |
| ------------------- | -------------- | -------------- | -------------- | -------------- |
| Začetek: ni podatka |                |                |                |                |

| 14. april 1974 | Švedska | 3:1 | Poljska | Helsinki, Finska |

| Poročilo tekme      | Poročilo tekme | Poročilo tekme | Poročilo tekme | Poročilo tekme |
| ------------------- | -------------- | -------------- | -------------- | -------------- |
| Začetek: ni podatka |                |                |                |                |

| 14. april 1974 | Finska | 7:1 | Vzhodna Nemčija | Helsinki, Finska |

| Poročilo tekme      | Poročilo tekme | Poročilo tekme | Poročilo tekme | Poročilo tekme |
| ------------------- | -------------- | -------------- | -------------- | -------------- |
| Začetek: ni podatka |                |                |                |                |

| 15. april 1974 | Češkoslovaška | 0:3 | Švedska | Helsinki, Finska |

| Poročilo tekme      | Poročilo tekme | Poročilo tekme | Poročilo tekme | Poročilo tekme |
| ------------------- | -------------- | -------------- | -------------- | -------------- |
| Začetek: ni podatka |                |                |                |                |

| 15. april 1974 | Finska | 1:6 | Sovjetska zveza | Helsinki, Finska |

| Poročilo tekme      | Poročilo tekme | Poročilo tekme | Poročilo tekme | Poročilo tekme |
| ------------------- | -------------- | -------------- | -------------- | -------------- |
| Začetek: ni podatka |                |                |                |                |

| 16. april 1974 | Češkoslovaška | 9:2 | Vzhodna Nemčija | Helsinki, Finska |

| Poročilo tekme      | Poročilo tekme | Poročilo tekme | Poročilo tekme | Poročilo tekme |
| ------------------- | -------------- | -------------- | -------------- | -------------- |
| Začetek: ni podatka |                |                |                |                |

| 16. april 1974 | Sovjetska zveza | 17:0 | Poljska | Helsinki, Finska |

| Poročilo tekme      | Poročilo tekme | Poročilo tekme | Poročilo tekme | Poročilo tekme |
| ------------------- | -------------- | -------------- | -------------- | -------------- |
| Začetek: ni podatka |                |                |                |                |

| 17. april 1974 | Švedska | 9:3 | Vzhodna Nemčija | Helsinki, Finska |

| Poročilo tekme      | Poročilo tekme | Poročilo tekme | Poročilo tekme | Poročilo tekme |
| ------------------- | -------------- | -------------- | -------------- | -------------- |
| Začetek: ni podatka |                |                |                |                |

| 17. april 1974 | Finska | 6:2 | Poljska | Helsinki, Finska |

| Poročilo tekme      | Poročilo tekme | Poročilo tekme | Poročilo tekme | Poročilo tekme |
| ------------------- | -------------- | -------------- | -------------- | -------------- |
| Začetek: ni podatka |                |                |                |                |

| 18. april 1974 | Finska | 2:6 | Švedska | Helsinki, Finska |

| Poročilo tekme      | Poročilo tekme | Poročilo tekme | Poročilo tekme | Poročilo tekme |
| ------------------- | -------------- | -------------- | -------------- | -------------- |
| Začetek: ni podatka |                |                |                |                |

| 18. april 1974 | Sovjetska zveza | 3:1 | Češkoslovaška | Helsinki, Finska |

| Poročilo tekme      | Poročilo tekme | Poročilo tekme | Poročilo tekme | Poročilo tekme |
| ------------------- | -------------- | -------------- | -------------- | -------------- |
| Začetek: ni podatka |                |                |                |                |

| 19. april 1974 | Poljska | 3:3 | Vzhodna Nemčija | Helsinki, Finska |

| Poročilo tekme      | Poročilo tekme | Poročilo tekme | Poročilo tekme | Poročilo tekme |
| ------------------- | -------------- | -------------- | -------------- | -------------- |
| Začetek: ni podatka |                |                |                |                |

| 20. april 1974 | Finska | 5:4 | Češkoslovaška | Helsinki, Finska |

| Poročilo tekme      | Poročilo tekme | Poročilo tekme | Poročilo tekme | Poročilo tekme |
| ------------------- | -------------- | -------------- | -------------- | -------------- |
| Začetek: ni podatka |                |                |                |                |

| 20. april 1974 | Sovjetska zveza | 3:1 | Švedska | Helsinki, Finska |

| Poročilo tekme      | Poročilo tekme | Poročilo tekme | Poročilo tekme | Poročilo tekme |
| ------------------- | -------------- | -------------- | -------------- | -------------- |
| Začetek: ni podatka |                |                |                |                |

#### Lestvica
OT-odigrane tekme, z-zmage, n-neodločeni izidi, P-porazi, DG-doseženo goli, PG-prejeti goli, GR-gol razlika, T-točke.
| # | Reprezentanca   | OT | Z | N | P | DG | PG | GR  | T  |
| - | --------------- | -- | - | - | - | -- | -- | --- | -- |
| 1 | Sovjetska zveza | 10 | 9 | 0 | 1 | 64 | 18 | +48 | 18 |
| 2 | Češkoslovaška   | 10 | 7 | 0 | 3 | 57 | 20 | +37 | 14 |
| 3 | Švedska         | 10 | 5 | 1 | 4 | 38 | 24 | +14 | 11 |
| 4 | Finska          | 10 | 4 | 2 | 4 | 34 | 39 | -5  | 10 |
| 5 | Poljska         | 10 | 1 | 2 | 7 | 22 | 64 | -42 | 4  |
| 6 | Vzhodna Nemčija | 10 | 1 | 1 | 8 | 21 | 71 | -50 | 3  |

- Vzhodnonemška reprezentanca je izpadla v skupino B.

### Skupina B
| 21. marec 1974 | ZDA | 7:4 | Japonska | Hala Tivoli, Ljubljana |

| Poročilo tekme      | Poročilo tekme | Poročilo tekme | Poročilo tekme | Poročilo tekme |
| ------------------- | -------------- | -------------- | -------------- | -------------- |
| Začetek: ni podatka |                |                |                |                |

| 21. marec 1974 | Zahodna Nemčija | 7:4 | Norveška | Hala Tivoli, Ljubljana |

| Poročilo tekme      | Poročilo tekme | Poročilo tekme | Poročilo tekme | Poročilo tekme |
| ------------------- | -------------- | -------------- | -------------- | -------------- |
| Začetek: ni podatka |                |                |                |                |

| 21. marec 1974 | Romunija | 5:7 | Nizozemska | Hala Tivoli, Ljubljana |

| Poročilo tekme      | Poročilo tekme | Poročilo tekme | Poročilo tekme | Poročilo tekme |
| ------------------- | -------------- | -------------- | -------------- | -------------- |
| Začetek: ni podatka |                |                |                |                |

| 22. marec 1974 | Jugoslavija | 10:3 | Avstrija | Hala Tivoli, Ljubljana |

| Poročilo tekme      | Poročilo tekme | Poročilo tekme | Poročilo tekme | Poročilo tekme |
| ------------------- | -------------- | -------------- | -------------- | -------------- |
| Začetek: ni podatka |                |                |                |                |

| 22. marec 1974 | Jugoslavija | 0:5 | ZDA | Hala Tivoli, Ljubljana |

| Poročilo tekme      | Poročilo tekme | Poročilo tekme | Poročilo tekme | Poročilo tekme |
| ------------------- | -------------- | -------------- | -------------- | -------------- |
| Začetek: ni podatka |                |                |                |                |

| 22. marec 1974 | Norveška | 0:7 | Nizozemska | Hala Tivoli, Ljubljana |

| Poročilo tekme      | Poročilo tekme | Poročilo tekme | Poročilo tekme | Poročilo tekme |
| ------------------- | -------------- | -------------- | -------------- | -------------- |
| Začetek: ni podatka |                |                |                |                |

| 23. marec 1974 | Romunija | 10:1 | Avstrija | Hala Tivoli, Ljubljana |

| Poročilo tekme      | Poročilo tekme | Poročilo tekme | Poročilo tekme | Poročilo tekme |
| ------------------- | -------------- | -------------- | -------------- | -------------- |
| Začetek: ni podatka |                |                |                |                |

| 23. marec 1974 | Zahodna Nemčija | 6:1 | Japonska | Hala Tivoli, Ljubljana |

| Poročilo tekme      | Poročilo tekme | Poročilo tekme | Poročilo tekme | Poročilo tekme |
| ------------------- | -------------- | -------------- | -------------- | -------------- |
| Začetek: ni podatka |                |                |                |                |

| 24. marec 1974 | ZDA | 5:3 | Norveška | Hala Tivoli, Ljubljana |

| Poročilo tekme      | Poročilo tekme | Poročilo tekme | Poročilo tekme | Poročilo tekme |
| ------------------- | -------------- | -------------- | -------------- | -------------- |
| Začetek: ni podatka |                |                |                |                |

| 24. marec 1974 | Zahodna Nemčija | 4:2 | Avstrija | Hala Tivoli, Ljubljana |

| Poročilo tekme      | Poročilo tekme | Poročilo tekme | Poročilo tekme | Poročilo tekme |
| ------------------- | -------------- | -------------- | -------------- | -------------- |
| Začetek: ni podatka |                |                |                |                |

| 24. marec 1974 | Japonska | 8:5 | Nizozemska | Hala Tivoli, Ljubljana |

| Poročilo tekme      | Poročilo tekme | Poročilo tekme | Poročilo tekme | Poročilo tekme |
| ------------------- | -------------- | -------------- | -------------- | -------------- |
| Začetek: ni podatka |                |                |                |                |

| 24. marec 1974 | Jugoslavija | 3:3 | Romunija | Hala Tivoli, Ljubljana |

| Poročilo tekme      | Poročilo tekme | Poročilo tekme | Poročilo tekme | Poročilo tekme |
| ------------------- | -------------- | -------------- | -------------- | -------------- |
| Začetek: ni podatka |                |                |                |                |

| 25. marec 1974 | ZDA | 7:4 | Nizozemska | Hala Tivoli, Ljubljana |

| Poročilo tekme      | Poročilo tekme | Poročilo tekme | Poročilo tekme | Poročilo tekme |
| ------------------- | -------------- | -------------- | -------------- | -------------- |
| Začetek: ni podatka |                |                |                |                |

| 25. marec 1974 | Jugoslavija | 4:4 | Norveška | Hala Tivoli, Ljubljana |

| Poročilo tekme      | Poročilo tekme | Poročilo tekme | Poročilo tekme | Poročilo tekme |
| ------------------- | -------------- | -------------- | -------------- | -------------- |
| Začetek: ni podatka |                |                |                |                |

| 26. marec 1974 | Japonska | 4:3 | Avstrija | Hala Tivoli, Ljubljana |

| Poročilo tekme      | Poročilo tekme | Poročilo tekme | Poročilo tekme | Poročilo tekme |
| ------------------- | -------------- | -------------- | -------------- | -------------- |
| Začetek: ni podatka |                |                |                |                |

| 26. marec 1974 | Zahodna Nemčija | 6:3 | Romunija | Hala Tivoli, Ljubljana |

| Poročilo tekme      | Poročilo tekme | Poročilo tekme | Poročilo tekme | Poročilo tekme |
| ------------------- | -------------- | -------------- | -------------- | -------------- |
| Začetek: ni podatka |                |                |                |                |

| 27. marec 1974 | Zahodna Nemčija | 5:3 | Nizozemska | Hala Tivoli, Ljubljana |

| Poročilo tekme      | Poročilo tekme | Poročilo tekme | Poročilo tekme | Poročilo tekme |
| ------------------- | -------------- | -------------- | -------------- | -------------- |
| Začetek: ni podatka |                |                |                |                |

| 27. marec 1974 | ZDA | 6:0 | Avstrija | Hala Tivoli, Ljubljana |

| Poročilo tekme      | Poročilo tekme | Poročilo tekme | Poročilo tekme | Poročilo tekme |
| ------------------- | -------------- | -------------- | -------------- | -------------- |
| Začetek: ni podatka |                |                |                |                |

| 27. marec 1974 | Romunija | 4:1 | Norveška | Hala Tivoli, Ljubljana |

| Poročilo tekme      | Poročilo tekme | Poročilo tekme | Poročilo tekme | Poročilo tekme |
| ------------------- | -------------- | -------------- | -------------- | -------------- |
| Začetek: ni podatka |                |                |                |                |

| 27. marec 1974 | Jugoslavija | 5:4 | Japonska | Hala Tivoli, Ljubljana |

| Poročilo tekme      | Poročilo tekme | Poročilo tekme | Poročilo tekme | Poročilo tekme |
| ------------------- | -------------- | -------------- | -------------- | -------------- |
| Začetek: ni podatka |                |                |                |                |

| 29. marec 1974 | ZDA | 5:1 | Romunija | Hala Tivoli, Ljubljana |

| Poročilo tekme      | Poročilo tekme | Poročilo tekme | Poročilo tekme | Poročilo tekme |
| ------------------- | -------------- | -------------- | -------------- | -------------- |
| Začetek: ni podatka |                |                |                |                |

| 29. marec 1974 | Avstrija | 3:3 | Nizozemska | Hala Tivoli, Ljubljana |

| Poročilo tekme      | Poročilo tekme | Poročilo tekme | Poročilo tekme | Poročilo tekme |
| ------------------- | -------------- | -------------- | -------------- | -------------- |
| Začetek: ni podatka |                |                |                |                |

| 29. marec 1974 | Japonska | 4:1 | Norveška | Hala Tivoli, Ljubljana |

| Poročilo tekme      | Poročilo tekme | Poročilo tekme | Poročilo tekme | Poročilo tekme |
| ------------------- | -------------- | -------------- | -------------- | -------------- |
| Začetek: ni podatka |                |                |                |                |

| 29. marec 1974 | Jugoslavija | 10:4 | Zahodna Nemčija | Hala Tivoli, Ljubljana |

| Poročilo tekme      | Poročilo tekme | Poročilo tekme | Poročilo tekme | Poročilo tekme |
| ------------------- | -------------- | -------------- | -------------- | -------------- |
| Začetek: ni podatka |                |                |                |                |

| 30. marec 1974 | Norveška | 5:0 | Avstrija | Hala Tivoli, Ljubljana |

| Poročilo tekme      | Poročilo tekme | Poročilo tekme | Poročilo tekme | Poročilo tekme |
| ------------------- | -------------- | -------------- | -------------- | -------------- |
| Začetek: ni podatka |                |                |                |                |

| 30. marec 1974 | Japonska | 6:4 | Romunija | Hala Tivoli, Ljubljana |

| Poročilo tekme      | Poročilo tekme | Poročilo tekme | Poročilo tekme | Poročilo tekme |
| ------------------- | -------------- | -------------- | -------------- | -------------- |
| Začetek: ni podatka |                |                |                |                |

| 30. marec 1974 | ZDA | 5:2 | Zahodna Nemčija | Hala Tivoli, Ljubljana |

| Poročilo tekme      | Poročilo tekme | Poročilo tekme | Poročilo tekme | Poročilo tekme |
| ------------------- | -------------- | -------------- | -------------- | -------------- |
| Začetek: ni podatka |                |                |                |                |

| 30. marec 1974 | Jugoslavija | 9:4 | Nizozemska | Hala Tivoli, Ljubljana |

| Poročilo tekme      | Poročilo tekme | Poročilo tekme | Poročilo tekme | Poročilo tekme |
| ------------------- | -------------- | -------------- | -------------- | -------------- |
| Začetek: ni podatka |                |                |                |                |

#### Lestvica
OT-odigrane tekme, z-zmage, n-neodločeni izidi, P-porazi, DG-doseženo goli, PG-prejeti goli, GR-gol razlika, T-točke.
| #  | Reprezentanca   | OT | Z | N | P | DG | PG | GR  | T  |
| -- | --------------- | -- | - | - | - | -- | -- | --- | -- |
| 7  | ZDA             | 7  | 7 | 0 | 0 | 40 | 14 | +26 | 14 |
| 8  | Jugoslavija     | 7  | 4 | 2 | 1 | 41 | 27 | +14 | 10 |
| 9  | Zahodna Nemčija | 7  | 5 | 0 | 2 | 34 | 28 | +6  | 10 |
| 10 | Japonska        | 7  | 4 | 0 | 3 | 31 | 31 | 0   | 8  |
| 11 | Nizozemska      | 7  | 2 | 1 | 4 | 33 | 37 | -4  | 5  |
| 12 | Romunija        | 7  | 2 | 1 | 4 | 30 | 29 | +1  | 5  |
| 13 | Norveška        | 7  | 1 | 1 | 5 | 18 | 31 | -13 | 3  |
| 14 | Avstrija        | 7  | 0 | 1 | 6 | 12 | 42 | -30 | 1  |

- Ameriška reprezentanca se je uvrstila v skupino A.
- Norveška in avstrijska reprezentanca sta izpadli v skupino C.

### Skupina C
| 8. marec 1974 | Italija | 11:2 | Severna Koreja | Grenoble, Francija |

| Poročilo tekme      | Poročilo tekme | Poročilo tekme | Poročilo tekme | Poročilo tekme |
| ------------------- | -------------- | -------------- | -------------- | -------------- |
| Začetek: ni podatka |                |                |                |                |

| 8. marec 1974 | Francija | 2:5 | Bolgarija | Grenoble, Francija |

| Poročilo tekme      | Poročilo tekme | Poročilo tekme | Poročilo tekme | Poročilo tekme |
| ------------------- | -------------- | -------------- | -------------- | -------------- |
| Začetek: ni podatka |                |                |                |                |

| 8. marec 1974 | Švica | 13:0 | Kitajska | Lyon, Francija |

| Poročilo tekme      | Poročilo tekme | Poročilo tekme | Poročilo tekme | Poročilo tekme |
| ------------------- | -------------- | -------------- | -------------- | -------------- |
| Začetek: ni podatka |                |                |                |                |

| 8. marec 1974 | Madžarska | 11:2 | Avstralija | Grenoble, Francija |

| Poročilo tekme      | Poročilo tekme | Poročilo tekme | Poročilo tekme | Poročilo tekme |
| ------------------- | -------------- | -------------- | -------------- | -------------- |
| Začetek: ni podatka |                |                |                |                |

| 9. marec 1974 | Švica | 20:0 | Avstralija | Grenoble, Francija |

| Poročilo tekme      | Poročilo tekme | Poročilo tekme | Poročilo tekme | Poročilo tekme |
| ------------------- | -------------- | -------------- | -------------- | -------------- |
| Začetek: ni podatka |                |                |                |                |

| 9. marec 1974 | Kitajska | 2:2 | Madžarska | Gap, Francija |

| Poročilo tekme      | Poročilo tekme | Poročilo tekme | Poročilo tekme | Poročilo tekme |
| ------------------- | -------------- | -------------- | -------------- | -------------- |
| Začetek: ni podatka |                |                |                |                |

| 9. marec 1974 | Francija | 12:4 | Severna Koreja | Lyon, Francija |

| Poročilo tekme      | Poročilo tekme | Poročilo tekme | Poročilo tekme | Poročilo tekme |
| ------------------- | -------------- | -------------- | -------------- | -------------- |
| Začetek: ni podatka |                |                |                |                |

| 9. marec 1974 | Italija | 3:2 | Bolgarija | Gap, Francija |

| Poročilo tekme      | Poročilo tekme | Poročilo tekme | Poročilo tekme | Poročilo tekme |
| ------------------- | -------------- | -------------- | -------------- | -------------- |
| Začetek: ni podatka |                |                |                |                |

| 11. marec 1974 | Bolgarija | 10:0 | Severna Koreja | Grenoble, Francija |

| Poročilo tekme      | Poročilo tekme | Poročilo tekme | Poročilo tekme | Poročilo tekme |
| ------------------- | -------------- | -------------- | -------------- | -------------- |
| Začetek: ni podatka |                |                |                |                |

| 11. marec 1974 | Francija | 1:4 | Italija | Grenoble, Francija |

| Poročilo tekme      | Poročilo tekme | Poročilo tekme | Poročilo tekme | Poročilo tekme |
| ------------------- | -------------- | -------------- | -------------- | -------------- |
| Začetek: ni podatka |                |                |                |                |

| 11. marec 1974 | Madžarska | 2:1 | Švica | Lyon, Francija |

| Poročilo tekme      | Poročilo tekme | Poročilo tekme | Poročilo tekme | Poročilo tekme |
| ------------------- | -------------- | -------------- | -------------- | -------------- |
| Začetek: ni podatka |                |                |                |                |

| 11. marec 1974 | Kitajska | 8:3 | Avstralija | Gap, Francija |

| Poročilo tekme      | Poročilo tekme | Poročilo tekme | Poročilo tekme | Poročilo tekme |
| ------------------- | -------------- | -------------- | -------------- | -------------- |
| Začetek: ni podatka |                |                |                |                |

| 12. marec 1974 | Francija | 10:0 | Avstralija | Grenoble, Francija |

| Poročilo tekme      | Poročilo tekme | Poročilo tekme | Poročilo tekme | Poročilo tekme |
| ------------------- | -------------- | -------------- | -------------- | -------------- |
| Začetek: ni podatka |                |                |                |                |

| 12. marec 1974 | Bolgarija | 5:5 | Madžarska | Grenoble, Francija |

| Poročilo tekme      | Poročilo tekme | Poročilo tekme | Poročilo tekme | Poročilo tekme |
| ------------------- | -------------- | -------------- | -------------- | -------------- |
| Začetek: ni podatka |                |                |                |                |

| 12. marec 1974 | Švica | 15:0 | Severna Koreja | Lyon, Francija |

| Poročilo tekme      | Poročilo tekme | Poročilo tekme | Poročilo tekme | Poročilo tekme |
| ------------------- | -------------- | -------------- | -------------- | -------------- |
| Začetek: ni podatka |                |                |                |                |

| 12. marec 1974 | Italija | 5:1 | Kitajska | Gap, Francija |

| Poročilo tekme      | Poročilo tekme | Poročilo tekme | Poročilo tekme | Poročilo tekme |
| ------------------- | -------------- | -------------- | -------------- | -------------- |
| Začetek: ni podatka |                |                |                |                |

| 14. marec 1974 | Švica | 4:0 | Bolgarija | Grenoble, Francija |

| Poročilo tekme      | Poročilo tekme | Poročilo tekme | Poročilo tekme | Poročilo tekme |
| ------------------- | -------------- | -------------- | -------------- | -------------- |
| Začetek: ni podatka |                |                |                |                |

| 14. marec 1974 | Severna Koreja | 3:2 | Kitajska | Grenoble, Francija |

| Poročilo tekme      | Poročilo tekme | Poročilo tekme | Poročilo tekme | Poročilo tekme |
| ------------------- | -------------- | -------------- | -------------- | -------------- |
| Začetek: ni podatka |                |                |                |                |

| 14. marec 1974 | Italija | 13:0 | Avstralija | Lyon, Francija |

| Poročilo tekme      | Poročilo tekme | Poročilo tekme | Poročilo tekme | Poročilo tekme |
| ------------------- | -------------- | -------------- | -------------- | -------------- |
| Začetek: ni podatka |                |                |                |                |

| 14. marec 1974 | Francija | 6:4 | Madžarska | Gap, Francija |

| Poročilo tekme      | Poročilo tekme | Poročilo tekme | Poročilo tekme | Poročilo tekme |
| ------------------- | -------------- | -------------- | -------------- | -------------- |
| Začetek: ni podatka |                |                |                |                |

| 15. marec 1974 | Madžarska | 10:2 | Severna Koreja | Grenoble, Francija |

| Poročilo tekme      | Poročilo tekme | Poročilo tekme | Poročilo tekme | Poročilo tekme |
| ------------------- | -------------- | -------------- | -------------- | -------------- |
| Začetek: ni podatka |                |                |                |                |

| 15. marec 1974 | Švica | 4:2 | Italija | Grenoble, Francija |

| Poročilo tekme      | Poročilo tekme | Poročilo tekme | Poročilo tekme | Poročilo tekme |
| ------------------- | -------------- | -------------- | -------------- | -------------- |
| Začetek: ni podatka |                |                |                |                |

| 15. marec 1974 | Bolgarija | 11:4 | Avstralija | Lyon, Francija |

| Poročilo tekme      | Poročilo tekme | Poročilo tekme | Poročilo tekme | Poročilo tekme |
| ------------------- | -------------- | -------------- | -------------- | -------------- |
| Začetek: ni podatka |                |                |                |                |

| 15. marec 1974 | Francija | 6:2 | Kitajska | Gap, Francija |

| Poročilo tekme      | Poročilo tekme | Poročilo tekme | Poročilo tekme | Poročilo tekme |
| ------------------- | -------------- | -------------- | -------------- | -------------- |
| Začetek: ni podatka |                |                |                |                |

| 17. marec 1974 | Avstralija | 4:1 | Severna Koreja | Grenoble, Francija |

| Poročilo tekme      | Poročilo tekme | Poročilo tekme | Poročilo tekme | Poročilo tekme |
| ------------------- | -------------- | -------------- | -------------- | -------------- |
| Začetek: ni podatka |                |                |                |                |

| 17. marec 1974 | Italija | 4:4 | Madžarska | Grenoble, Francija |

| Poročilo tekme      | Poročilo tekme | Poročilo tekme | Poročilo tekme | Poročilo tekme |
| ------------------- | -------------- | -------------- | -------------- | -------------- |
| Začetek: ni podatka |                |                |                |                |

| 17. marec 1974 | Bolgarija | 6:0 | Kitajska | Lyon, Francija |

| Poročilo tekme      | Poročilo tekme | Poročilo tekme | Poročilo tekme | Poročilo tekme |
| ------------------- | -------------- | -------------- | -------------- | -------------- |
| Začetek: ni podatka |                |                |                |                |

| 17. marec 1974 | Francija | 0:6 | Švica | Gap, Francija |

| Poročilo tekme      | Poročilo tekme | Poročilo tekme | Poročilo tekme | Poročilo tekme |
| ------------------- | -------------- | -------------- | -------------- | -------------- |
| Začetek: ni podatka |                |                |                |                |

#### Lestvica
OT-odigrane tekme, z-zmage, n-neodločeni izidi, P-porazi, DG-doseženo goli, PG-prejeti goli, GR-gol razlika, T-točke.
| #  | Reprezentanca  | OT | Z | N | P | DG | PG | GR  | T  |
| -- | -------------- | -- | - | - | - | -- | -- | --- | -- |
| 14 | Švica          | 7  | 6 | 0 | 1 | 63 | 4  | +59 | 12 |
| 16 | Italija        | 7  | 5 | 1 | 1 | 42 | 14 | +28 | 11 |
| 17 | Bolgarija      | 7  | 4 | 1 | 2 | 39 | 18 | +21 | 9  |
| 18 | Madžarska      | 7  | 3 | 3 | 1 | 38 | 22 | +16 | 9  |
| 19 | Francija       | 7  | 4 | 0 | 3 | 37 | 25 | +12 | 8  |
| 20 | Kitajska       | 7  | 1 | 1 | 4 | 15 | 38 | -23 | 3  |
| 21 | Avstralija     | 7  | 1 | 0 | 6 | 13 | 74 | -61 | 2  |
| 22 | Severna Koreja | 7  | 1 | 0 | 6 | 12 | 64 | -53 | 2  |

- Švicarska in italijanska reprezentanca sta se uvrstili v skupino B.

## Končni vrstni red
1. Sovjetska zveza
2. Češkoslovaška
3. Švedska
4. Finska
5. Poljska
6. Vzhodna Nemčija
7. ZDA
8. Jugoslavija
9. Zahodna Nemčija
10. Japonska
11. Nizozemska
12. Romunija
13. Norveška
14. Avstrija
15. Švica
16. Italija
17. Bolgarija
18. Madžarska
19. Francija
20. Kitajska
21. Avstralija
22. Severna Koreja